# نادي النجمة (لبنان)
نادي النجمة اللبناني هو نادٍ رياضي لبناني من العاصمة بيروت. تأسس عام 1945. يلعب في الدوري اللبناني الممتاز لكرة القدم. يدربه حاليا اللبناني دراغان يوفانوفيتش. ألوان الفريق هما الأبيض والنبيذي.

## تأسيس النادي
تنادى بعض أبناء بيروت لتاسيس نادي رياضي يجمع أبناء العاصمة، ولم يكن يخطر ببالهم ان يصبح هذا النادي من أكبر وأعظم الأندية في لبنان وصاحب أكبر شعبية جارفة على الإطلاق. يُلقب جماهيره بشعب النجمة. ويعتبر أحد أبرز الفرق في  العالم العربي والشرق الأوسط، ويتمدد ليصبح على امتداد الوطن والنموذج الحي للوحدة الوطنية اللبنانية.

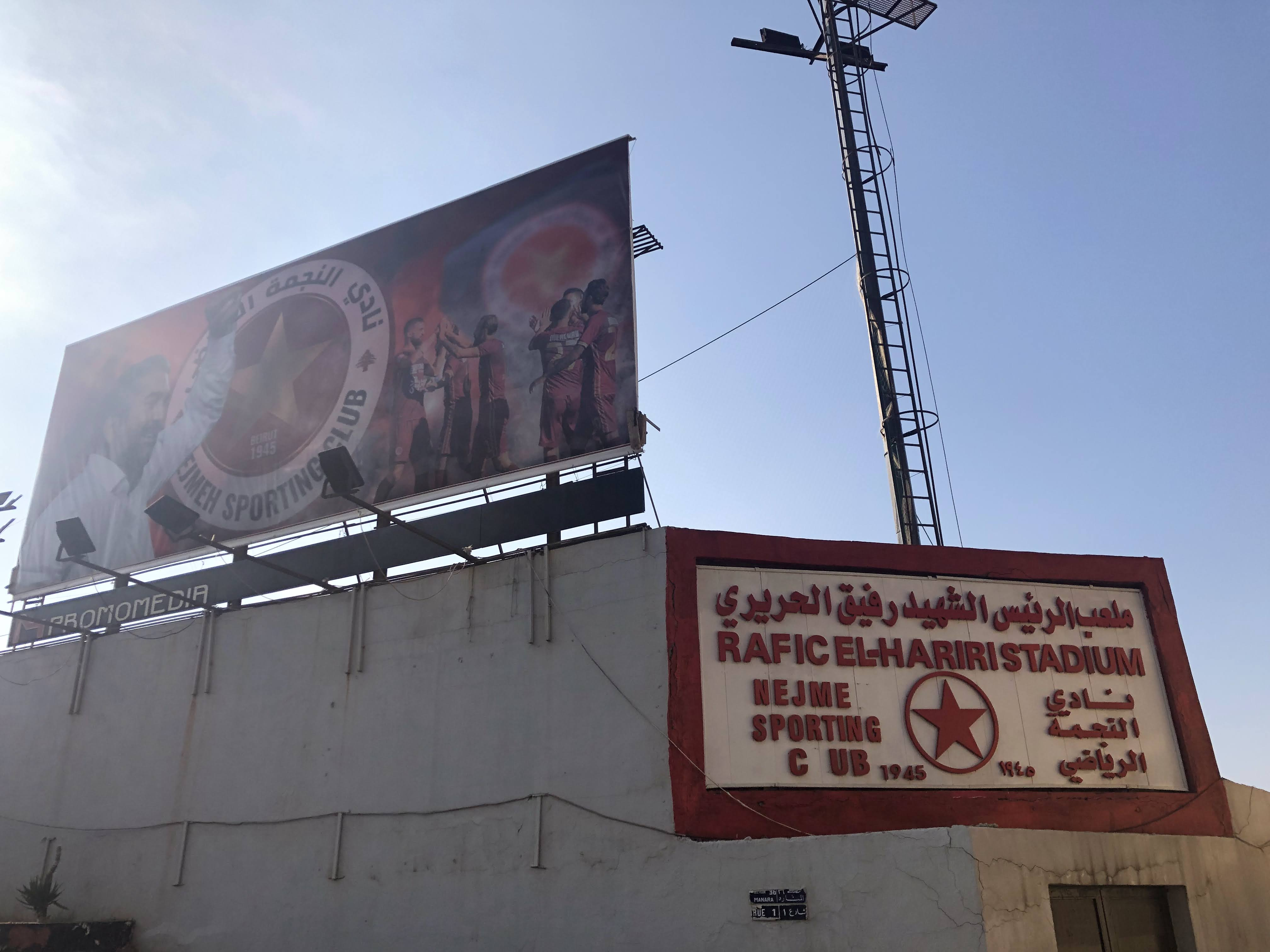

ملعب نادي النجمة.

## أهم إنجازات الفريق
- الفوز بالدوري اللبناني الممتاز 9 مرات (1973، 1975، 2000، 2002، 2004، 2005، 2009، 2014، 2024)
- الفوز بكأس لبنان 8 مرات (1971، 1987, 1989، 1997، 1998, 2016 , 2023,2021)
- بطل كأس الاستقلال مرتين عامي 1973 و 1974
- بطل كأس بلدية لبنان عام 1950\1951
- كأس النخبة اللبناني: 12 مرة ( 1996, 1998, 2001, 2002, 2003, 2004, 2005, 2014, 2016, 2017, 2018, 2021)
- كاس السوبر اللبناني 8 مرات (2000, 2002, 2004, 2009, 2014, 2016, 2023, 2024)
- بطل دورة طرابلس العربية عام 1989
- المركز الثاني في بطولة الاندية العربية عام 1983
- المركز الثالث في بطولة الاندية العربية عام 1985
- المركز الثالث في كاس الكؤس العربية التي استضافها النادي 1998
- المركز الثاني في بطولة كاس الاتحاد الآسيوي عام 2005
- فوزه بلقب أفضل فريق آسيوي لشهر اذار عام 2000 ومنحه درع تكريمي من  الإتحاد الآسيوي  وفي عام 1975 خاض النجمة مباراة أمام منتخب جامعات فرنسا حيث لعب في صفوفهم الاسطورة البرازيلية بيليه وفازت النجمة 2-0، كما فازت النجمة عام 1974 1-0 على فريق أرارات بطل الاتحاد السوفياتي آنذاك.

## حادثة 13 يونيو/حزيران 2007
استشهد لاعبين اثنين من لاعبي نادي النجمة هم اللاعب حسين دقماق (24 سنة) واللاعب حسين نعيم (20 سنة) في انفجار السيارة الملغومة في المنارة قرب ملعب نادي النجمة الذي أودى بحياة النائب في البرلمان البناني وليد عيدو أيضاً يوم الأربعاء 13 يونيو (حزيران) عام 2007.

## التراسنادي النجمة سوبرنوفا
على يد مجموعة من مشجعيه. بدأت الفكرة في مكان ما حيث كان يجلس بعض الاصدقاء يشاهدون التراس الفرق العالمية ويحلمون أن ياتى اليوم الذي يصبح في لبنان مثل ما يحدث في العالم، فقرروا أن تكون البداية في مباراتهم ضد الغريم التقليدي نادي الأنصار وتم تعليق ال بانر الأول في هذة المباراة
سوبرنوفا تعني نجم ضخم يعرف بالمستعر الأعظم، أي: مرحلة الذروة للنجم من ناحية البريق والقوة واللمعان ولا يضاهي قوتها أي شهب سماوية.
من هنا وجد الرابط بين الاسم والمجموعة والفريق، اسم الفريق «النجمة» اسم المجموعة «سوبرنوفا» والرابط بين الإثنين هو «الجمهور» المعروف تاريخياً بأنه العامود الفقري للفريق النبيذي، ونظراً لأهميته وقوته فقد سميت المجموعة باسم المستعر الأعظم "SuperNova" نظراً لدور الجمهور الفعال والقوي في مساندة هذا الكيان النبيذي.

### شعار الألتراس
- الدرع ويرمز لحماية النادي من الاخطار والمؤامرات المحيطة به
- النجمة الحمراء ترمز إلى نجمة (نادي النجمة الرياضي)
- النجمة السوداء ترمز إلى الالتراس الواقف دائما خلف الفريق يسانده في جميع الاحوال في الربح والخسارة
- الشعاع يرمز إلى شعاع الامل الذي حصل في توهج النجمتين معا

## إقراء أيضا
- قائمة ملاعب لبنان

## وصلات خارجية
- الموقع الرسمي للنادي
- صفحة النادي في موقع كورة